# Clinanthus flammidus
Clinanthus flammidus är en amaryllisväxtart som först beskrevs av Pierfelice Ravenna, och fick sitt nu gällande namn av Alan W. Meerow. Clinanthus flammidus ingår i släktet Clinanthus, och familjen amaryllisväxter. Inga underarter finns listade i Catalogue of Life.